# Stasi
Ministrstvo za državno varnost (nemško Ministerium für Staatssicherheit, MfS), na splošno poznano kot Stasi (okrajšano za nemško Staatssicherheit, to je Državno varnost), je bila uradna državnovarnostna služba v Nemški demokratični republiki, ustanovljena 8. februarja 1950. Opisujejo jo kot ena najučinkovitejših in represivnih obveščevalnih agencij na svetu. Stasi je imel svoj sedež v Vzhodnem Berlinu, z največjim kompleksom v okrožju Lichtenberg in več manjšimi v ostalih predelih mesta. Njegov moto je bil »Schild und Schwert der Partei« (Ščit in meč stranke), in sicer vladajoče Socialistične stranke enotnosti Nemčije (Sozialistische Einheitspartei Deutschlands, SED).

## Zgodovina
Stasi je bil osnovan 8. februarja 1950 po vzoru sovjetskih Ministrstva za državno varnost (rusko Министерство государственной безопасности, MGB) in Ministrstva za notranje zadeve (rusko Министерство внутренних дел, MVD). Ti ministrstvi sta nasledili predvojna NKGB in NKVD.
Prvi minister Stasija je postal Wilhelm Zaisser. Po vstaji junija 1953 je moral Zaisser oditi s položaja, saj je neuspešno poskušal zamenjati generalnega sekretarja SED-a Walterja Ulbrichta. Ulbricht je na čelo Stasija namestil Ernsta Wollwebra. Slednji je leta 1957 po sporu v SED med Ulbrichtom in Erichom Honeckerjem dal odpoved, nasledil ga je dotedanji namestnik Erich Mielke.
Čeprav je bila Stasiju leta 1957 odobrena načelna neodvisnost delovanja, pa je vse do leta 1990 sovjetska obveščevalna služba KGB, ustanovljena leta 1954, nadaljevala s postavljanjem svojih častnikov za zvezo v vseh osmih glavnih Stasijevih direktoratih, vsak častnik je imel svoj urad znotraj njihovih objektov, prav tako tudi v petnajstih območnih sedežih Ministrstva po vsej Vzhodni Nemčiji. Sodelovanje je bilo tako tesno, da je KGB povabil Stasi k ustanovitvi delujočih baz v Moskvi in Leningradu za nadzor obiskov vzhodnonemških turistov v Sovjetski zvezi. Leta 1978 je Mielke uradno odobril KGB častnikom v Vzhodni Nemčiji enake pravice in moč, kot so jih uživali njegovi častniki v Sovjetski zvezi.

## Organizacija
Ministrstvo za državno varnost je vsebovalo naslednje enote:
- Glavni obveščevalni direktorat (Hauptverwaltung Aufklärung), osredotočen predvsem na Zahodno Nemčijo in Severnoatlantsko pogodbeno zvezo NATO, vendar je deloval tudi na ozemljih drugih držav, ki niso bile vključene v to organizacijo.
- Glavna uprava za koordinacijo Ministrstva za državno varnost, usklajevala je svoje delo s sovjetskimi obveščevalnimi agencijami.
- Glavni oddelek za komunikacijsko varnost in zaščito osebja, zagotavljala je osebno varnost za državno vodstvo, vzdrževala in upravljala je z notranjim varnostnim sistemom za vladno komunikacijo.
- Uprava za varnost težke industrije in razvoj ter Glavna Uprava za gospodarsko varnost, delovali sta proti sabotažam in vohunjenju.
- Glavna uprava za boj proti sumljivim osebam, zadolžena je bila za nadzor nad tujci, zlasti zahodnjaki, ki so sicer legalno potovali ali bivali znotraj države. K tujcem se je prištevalo tako turiste kot tudi diplomatsko osebje in uradne goste.
- Oddelek za analizo odpadkov;
- Uprava 12, nadzorovala je pošto in telekomunikacije.
- Uprava 2000, odgovorna za zanesljivost osebja v Nemški ljudski armadi NVA;
- Kazenski sistem; za olajšanje nalog izvrševanja politične varnosti Vzhodne Nemčije je Stasi upravljal s svojim lastnim kazenskim sistemom, ki se je razlikoval od Ministrstva za notranje zadeve. Sistem je upravljal s taborišči za politične nasprotnike.
- Stražni polk Feliks E. Dzierzynski, oborožena sila na razpolago Ministrstvu, imenovana po ustanovitelju Čeke, boljševiške tajne policije. Člani polka s stažem najmanj tri leta so bili odgovorni za zaščito vladnih in partijskih poslopij ter osebja. Polk je bil sestavljen iz šestih motoriziranih strelskih bataljonov, enega topniškega bataljona in enega bataljona za usposabljanje. Njihova oprema je vsebovala oklopnike za prevoz osebja PSZH-IV, 120 milimetrske minomete, 85 in 100 milimetrske protitankovske topove, protiletalske topove ZU-23 in helikopterje.

## Delovanje
V letih od 1950 do 1989 je bilo v Stasiju zaposlenih skupno 274.000 ljudi, v prizadevanju za izkoreninjenje razrednega sovražnika. Pred njegovim koncem je bilo v njem polno zaposlenih 91.015 oseb, od tega 2.000 neuradnih sodelavcev, 13.073 vojakov in 2.232 častnikov vzhodnonemške vojske, poleg njih pa še 173.081 neuradnih obveščevalcev znotraj države ter 1.533 obveščevalcev v Zahodni Nemčiji.
Medtem ko ti izračuni o številu zaposlenih prihajajo iz uradnih evidenc, se, glede na zveznega komisarja, pristojnega za arhive Stasija v Berlinu, zaradi številnih uničenih evidenc, število obveščevalcev približuje 500.000-im, po mnenju nekdanjega Stasijevega polkovnika, zaposlenega v protiobveščevalni službi, pa se ob vključitvi občasnih obveščevalcev lahko ta ocena povzpne vse do dveh milijonov.

### Infiltracija
Častniki Stasija so bili nastavljeni v vseh glavnih industrijskih objektih; obsežnost nadzora je bila večinoma odvisna od vrednosti izdelkov za gospodarstvo; v vsakem stanovanjskem objektu je bil zadolžen en stanovalec, ki je moral poročati lokalnemu predstavniku policije (Volkspolizei, Vopo). Vohuni so poročali o vsakem sorodniku ali prijatelju, ki je čez noč ostal v drugem stanovanju. V stenah apartmajev in hotelskih sob so bile izvrtane manjše luknje, skozi katere so agentje Stasija s posebnimi kamerami snemali državljane. Šole, univerze in bolnišnice so bile nadvse prepojene z vohuni.
Stasi je imel uradno kategorizacijo za vsako vrsto obveščevalca kot tudi uradne smernice, kako izvleči od nekoga informacijo. Vloge obveščevalcev so bile razvrščene od tistih, ki so že bili nekako vključeni v državno varnost (policija, vojska), do disidentskih gibanj in protestantske Cerkve. Informacije, zbrane od slednjih dveh skupin, so bile uporabljene za delitev ali diskreditiranje posameznikov. Obveščevalce so naredili za pomembne, glede na materialne ali socialne spodbude, prežete z občutkom dogodivščin, pri tem je bilo po uradnih podatkih zgolj 7,7 % obveščevalcev prisiljenih v sodelovanje. Velik delež teh je bilo članov SED-ja, neobičajna ni bila niti zaposlitev na podlagi izsiljevanja. Veliko število obveščevalcev je prihajalo iz vrst sprevodnikov, hišnikov, doktorjev, bolniških sester in učiteljev; Milke je verjel, da so najboljši obveščevalci tisti, katerih delovna mesta so dovoljevala stalni kontakt z javnostjo.
Položaj Stasija se je precej povzpel po tistem, ko so države Vzhodnega bloka leta 1975 podpisale Helsinško listino, ki jo je tedanji generalni sekretar SED-ja Erich Honecker označil za grožnjo njegovemu režimu, saj je vsebovala zavezujoče spoštovanje človekovih pravic, vključno s svobodo mišljenja, vesti, vere in prepričanja. V tem letu je število obveščevalcev naraslo na 180.000, pred tem se je gibalo od 20 do 30 tisoč v zgodnjih 50-ih, 100 tisoč je doseglo leta 1968 kot odgovor na Ostpolitik (normalizacijo odnosov med Zahodno Nemčijo in Vzhodno Evropo) in na študentsko-delavske proteste po svetu tega leta. Stasi je deloval tudi kot približek KGB-ju za opravljanje dejavnosti v drugih  državah vzhodnega bloka kot je bila Poljska, kjer so bili Sovjeti prezirani.
Stasi se je infiltriral v skoraj vsak vidik življenja NDR. V sredini 80-ih je mreža obveščevalcev začela rasti v obeh nemških državah; do trenutka, ko je Vzhodna Nemčija padla v letu 1989, je v bilo Stasiju 91.015 zaposlenih in 173.081 obveščevalcev. Stasi je ohranil večji nadzor nad prebivalstvom kot katerakoli druga tajna policija v zgodovini. Imel je enega polno zaposlenega agenta na vsakih 166 prebivalcev Vzhodne Nemčije. Razmerje je naraslo ob vključitvi obveščevalcev, to je na enega obveščevalca je prišlo med 6 in 7 ljudi. Za primerjavo, Gestapo je imel zaposlenega enega policista na 2.000 ljudi. Ta primerjava je vodila lovca na nacistične zločince Simona Wiesenthala k temu, da je oklical Stasi za bolj zatiralsko od Gestapa. Za dodatek so bili Stasijevi agentje med drugim vključeni tudi v vladne in vohunske agencije zahodnonemške države.
V nekaterih primerih je prihajalo tudi do vohunjenja med zakonci. Tak primer je bila mirovna aktivistka Vera Lengsfeld, katere mož, Knud Wollenberger, je bil obveščevalec Stasija.
Ljudje so bili zaprti v zaporih iz različnih razlogov, od tega, da so hoteli zapustiti državo, do tega, da so pripovedovali politične šale. Zapornike so držali izolirane in dezorientirane, brez informacij o dogodkih v zunanjem svetu.

### Zersetzung
Stasi je izpopolnil tehniko psihološkega nadlegovanja zaznamovanih sovražnikov države, poznano kot Zersetzung, izraz izposojen iz kemije, v pomenu korozije oz. spodkopavanja.
Do 70. let se je Ministrstvo odločilo, da bo prenehalo z očitnim pregonom nasprotnikov režima na način, ki so ga uporabljali do tedaj, to je z aretacijami in krutim mučenjem. Spoznali so, da je psihološko nadlegovanje veliko manj prepoznano kot tako, njegove žrtve in podporniki pa s tem manj verjetno izzvani, da bi pozročali večji odpor. Žrtve se naj ne bi niti zavedale vira svojih problemov ali celo njegove dejanske narave. Zersetzung je bil oblikovan kot proces dajanja žrtev na stranski tir in postopnega izključevanja, saj naj bi s takim nadlegovanjem izgubile voljo do nadaljevanja »neprimernih« dejavnosti.
Taktike v okviru Zersetzunga so na splošno šle za motnje v žrtvinem privatnem ali družinskem življenju. Te so pogosto vključevale vdore v domove, premeščanje pohištva, spreminjanje časovnih alarmov, odstranjevanje slik s sten, nadomeščanje ene vrste čaja z drugo ... Druge dejavnosti so vključevale kampanjo spodkopavanja ugleda, neosnovane obtožbe, provokacijo, psihološko vojno, prisluškovanje, skrivnostne telefonske klice, nepotrebne dobave na dom. Navadno žrtve vsega tega niso povezovale z delovanjem Stasija, ob vsem tem se jim je začelo mešati, prišlo je tudi do duševnih zlomov ali celo samomorov.
Velika prednost takega nadlegovanja je bila v tem, da ga je zaradi njegove subtilne narave bilo možno zanikati. To je bilo pomembno tudi zaradi poskusa vzhodnonemških oblasti, da izboljšajo svojo podobo na mednarodnem prizorišču v 70. in 80. letih.
Tehniko Zersetzung so sprejele tudi druge vzhodnoevropske varnostne službe, zlasti ruska FSB.

### Mednarodne operacije
- pomoč pri vzpostavitvi tajne policije etiopskega diktatorja Mengistuja Hajleja Marjama[28][29]
- pomoč pri usposabljanju ljudi v času Castrovega režima na Kubi. Stasijevi inštruktorji so delali na Kubi, obenem so se kubanski komunisti usposabljali v Vzhodni Nemčiji.[30] Vodja Stasija Markus Wolf pri tem opisuje, kako je nastavil kubanski sistem po vzorcu vzhodnonemškega.[31]
- pomoč Stasijevih strokovnjakov pri gradnji sistema tajne policije v Angoli, Mozambiku in Južnem Jemnu[29]
- pomoč pri vzpostavitvi tajne policije ugandskega diktatorja Idija Amina[29][32]
- organiziranje, usposabljanje in indoktrinacija sirskih varnostnih služb[33]
- pomoč pri izgradnji tajne policije ganskega voditelja Nkrumaha. Ob padcu njegovega režima so v Gani aretirali Stasijevega častnika Jurgena Rogallo[29][34]
- pošiljanje spečih agentov na Zahod; na primer Günter Guillaume, postal je eden glavnih pomočnikov zahodnonemškemu socialdemokratskenu kanclerju Willyju Brandtu, poročal je tako o njegovi politiki kot privatnem življenju. Leta 1974 je po odkritju njegovega vohunjenja za Vzhodno Nemčijo sledila afera, s katero je moral Brandt odstopiti s položaja kanclerja. Guillaume je bil obsojen na 13 let, njegova žena pa na osem let zapora, vendar so ju leta 1981 izpustili na prostost v zameno za ujete zahodne vohune.[35]
- Martin Schlaff - glede na preiskave v nemškem parlamentu, je avstrijski milijonar s Stasijevim kodnim imenom “Landgraf” in registracijsko številko "3886-86" služil denar z dobavo dobrin pod embargom Vzhodni Nemčiji[36]
- Sokratis Kokkalis - Stasijevi dokumenti namigujejo na to, da je bil grški poslovnež njihov agent, katerega operacije so vsebovale pošiljanje zahodnih skrivnih tehnologij Vzhodni Nemčiji, prav tako podkupovanje grških uradnikov, da so kupovali zastarelo vzhodnonemško telekomunikacijsko opremo[37]
- sodelovanje s Frakcijo rdeče armade, prvotno skupino Baader-Meinhof, levičarsko teroristično organizacijo, ki je delovala predvsem v Zahodni Nemčiji
- odredba o antisemitski kampanji - mazanjem židovskih pokopališč in drugih mest s svastiko in drugimi nacističnimi simboli v Zahodni Nemčiji[38]
- sodelovanje pri kampanji pri ustvarjanju obsežnega gradiva in propagande proti Izraelu[38]
- pošiljanje večje vsote denarja neonacističnim skupinam na Zahodu, z namenom diskreditiranja Zahoda[39]
- umor Benna Ohnesorga, nemškega univerzitetnega študenta, ki so ga izvedli Stasijevi agenti med demonstracijami v Zahodnem Berlinu leta 1967, je vzburkal celotno gibanje levičarskih protestov in nasilja[40][41]
- operacija INFEKTION (slovensko okužba) - pomoč KGB-ju pri širjenju dezinformacij o Aidsu, bolezni, ki naj bi jo ustvarili v ZDA; milijoni ljudi po svetu še danes verjamejo v te trditve[34][42]
- razlitje kemikalij v Sandozu - domnevno naročilo KGB-ja Stasiju naj sabotira kemično tovarno za odvrnitev pozornosti od Černobliske nesreče, ki se je zgodila šest mesecev prej v Ukrajini[43]
- raziskovalci so našli dokaz o oddelku smrti, ki je izvrševal številne atentate po naročilu vzhodnonemške vlade v letih od 1976 do 1987. Poskusi za pregon članov oddelka so propadli.[44][45][46]
- poskus umora Wolfganga Welscha, kritika vzhodnonemškega režima. Sodelavec Stasija Peter Haack (njegovo kodno ime je bilo Alfons) se je spoprijateljil z Welschem in ga zatem oskrboval s hamburgerji, zastrupljenimi s talijem. Trajalo je tedne, predno so zdravniki ugotovili razlog Welsheve nenadne izgube las.[47]
- dokumenti v arhivih Stasija trdijo, da je KGB ukazal bolgarskim agentom, naj umorijo papeža Janeza Pavla II., Stasi je bil pri tem naprošen za zabris sledi[48]
- leta 1975 je Stasi prisluškoval pogovoru med vodjema zahodnonemške krščanskodemokratske zveze Helmutom Kohlom in Kurtom Biedenkopfom. Kasneje je ta pogovor pricurljal na časopis Stern kot prepis zapisan s strani ameriške obveščevalne službe. Stern je ob tem trdil, da so jim Američani prisluškovali, pri čemer je zahodnonemška javnost v to zgodbo tudi verjela.[49]

## Padec Sovjetske zveze
Zaposlovanje novih obveščevalcev je postalo težavnejše proti koncu obstoja Vzhodne Nemčije, po letu 1986 je njihov delež začel upadati. To je imelo pomemben vpliv na Stasijevo zmožnost nadzora prebivalstva, začelo se je obdobje naraščajočih nemirov, prav tako se je razširilo vedenje o aktivnostih Stasija. Stasi je v tem času poskušal preprečiti, da bi nastajajoče gospodarske težave postale politični problem, vendar mu z zatiranjem najhujših problemov, s katerimi se je soočila država, to ni uspelo.
Stasijevi častniki so razpravljali o predelavi javne podobe Vzhodne Nemčije kot demokratične kapitalistične države Zahoda, ki naj bi jo v praksi prevzeli. Načrt je predvideval 2.587 častnikov s posebno nalogo (Offiziere im besonderen Einsatz), registriran je bil kot tajni dokument 0008-6/86 z dne 17. marca 1986. Po Ionu Mihaiu Pacepi, glavnem častniku varnostnoobveščevalne službe v komunistični Romuniji, so imele tudi varnostno-obveščevalne službe v ostalih komunističnih režimih Vzhodne Evrope podobne načrte.
12. marca 1990 je nemški časopis Der Spiegel poročal, da je Stasi dejansko poskušal izvesti načrt 0008-6/86. Pacepa je ugotovil, da dogodki v Rusiji, ko je nekdanji polkovnik KGB-ja Vladimir Putin prevzel oblast, spominjajo na ta načrt.
7. novembra 1989 je dal vodja Stasija Erich Mielke odpoved kot odgovor na hitro spreminjajoče se politično in družbeno stanje v NDR. 17. novembra je Svet ministrov (Ministerrat der DDR) preimenoval Stasi v Urad za državno varnost (Amt für Nationale Sicherheit – AfNS), ki ga je prevzel generalpolkovnik Wolfgang Schwanitz. 8. decembra je ministrski predsednik NDR Hans Modrow naročil razpustitev AfNS, ki jo je potrdil Svet ministrov 14. decembra 1989.
Kot del te odločitve je Svet prvotno razpravljal o evoluciji AfNS v dve različni organizaciji: novo tiskovno agencijo (Nachrichtendienst der DDR) in Urad za zaščito Ustave NDR (Verfassungsschutz der DDR), analogno zahodnonemškemu Zveznemu uradu za zaščito Ustave (Bundesamt für Verfassungsschutz), vendar je bila reakcija javnosti izredno negativna. Pod pritiskom »okrogle mize« (Runder Tisch) je vlada opustila ustanovitev Urada in naročila takojšnjo razpustitev za dan 13. januar 1990. Določene funkcije AfNS, ki so se nanašale na izvrševanje zakonov, so bile prenesene na Ministrstvo za notranje zadeve, prav tako je to ministrstvo prevzelo varstvo nad ostalimi objekti AfNS. 
V parlamentarni preiskavi javnih sredstev, ki so izginila po padcu Berlinskega zidu, je bilo ugotovljeno, da je Vzhodna Nemčija predala velike količine denarja Martinu Schlaffu preko računov v Vaduzu, prestolnici Liectensteina, v zameno za dobrine pod zahodnim embargom. Poleg tega so visoki častniki nekdanjega Stasija nadaljevali svoje kariere na vodilnih mestih Schlaffovih tovarn.</ref> Preiskave so zaključile, da je »imel Schlaffov poslovni imperij ključno vlogo« pri Stasijevih poskusih zavarovanja finančne prihodnosti njihovih agentov in ohranitve obveščevalnega omrežja pri življenju.

## Obnovitev dokumentov Stasija
V času političnega preobrata, v Nemčiji poznanega pod imenom die Wende, in mirne revolucije jeseni 1989 so Stasijeve urade preplavili številni protestniki. Ocenjujejo, da je do takrat Stasiju uspelo uničiti približno 5 % vseh dokumentov. Obseg dokumentarnega gradiva ocenjujejo na milijardo listov papirja.
Ko je državna politika Vzhodne Nemčije pričela popuščati, ji je sledil tudi Stasi. Ročno in z drobilniki so začeli uničevati obsežne dokumente. Ko se je za te dejavnosti razvedelo, so pred zgradbami Stasija izbruhnili protesti. 15. januarja 1990 zvečer se je pred vhodom glavne stavbe Stasija v Vzhodnem Berlinu zbrala večja skupina ljudi, da bi ustavila uničevanje dokumentov. Razmišljali so, da bi morali biti vsi ti dokumenti dostopni in da bi se jih uporabilo za kaznovanje tistih, ki so bili vpleteni v Stasijeve akcije. Število protestnikov je raslo do te mere, da so uspeli prebiti policijski zid in vstopili v kompleks. Pri tem so postali tudi nasilni, uničevali so vrata, okna, pohištvo in portrete predsednika države Ericha Honeckerja. Med to množico so se znašli tudi uradniki zahodnonemške vlade, prav tako nekdanji neuradni sodelavci Stasija, ki so dokumente hoteli uničiti. Ena od domnev, zakaj Stasijevi varnostniki niso začeli streljati na protestnike, je bila bojazen, da bi zadeli koga od svojih. Kljub nasilju je uspelo določenim ljudem pod krinko uspeti prodreti v dokumentacijsko sobo in pobrati številne dokumente, ki so jih kasneje uporabili pri iskanju nekdanjih članov Stasija.

### Združitev Nemčij
Z združitvijo Vzhodne in Zahodne Nemčije 3. oktobra 1990 je bil ustanovljen Urad zveznega komisarja za arhive Stasija, s katerim se je začela razprava o tem, ali naj arhivi ostanejo zaprti ali se jih odpre za javnost.
Tisti, ki so nasprotovali odprtju arhivov, so kot razlog navedli zasebnost. Menili so, da bi informacije v dokumentih vodile k negativnim čustvom do nekdanji članov Stasija in v določenem trenutku povzročile nasilje. Pastor Rainer Eppelmann, ki je po marcu 1990 postal minister za obrambo in razorožitev je menil, da bi novo politično svobodo nekdanjih pripadnikov Stasija ogrozila maščevalna dejanja. Ministrski predsednik Lothar de Maizière je predvidel umore. Argument proti uporabi dokumentacije za pregon Stasijevih agentov je bil tudi, da niso bili vsi nekdanji člani kriminalci in ne bi smeli biti kaznovani zgolj zato, ker so bili člani Stasija. Nekateri so verjeli, da je bil praktično vsak kriv nečesa. Peter Michael Diestel, minister za notranje zadeve, je menil, da dokumentov ne bi smeli uporabljati za ugotavljanje nedolžnosti ali krivde in trdil, da »obstajata zgolj dve vrsti posameznikov, ki so bili dejansko nedolžni v tem sistemu. To so novorojeni in alkoholiki.«
Zagovorniki odprtja arhivov so trdili, da ima vsak pravico dostopati do dokumentov o sebi. Trdili so tudi, da morajo biti dokumenti na voljo za preiskavo nekdanjih agentov Stasija in njihov pregon in da ti ljudje ne morejo več delovati v uradih. Odprtje dokumentov bi prav tako pomagalo prečistiti govorice. Nekateri so verjeli, da bi morali biti preiskovani tudi politiki, ki so bili vpleteni v Stasijevo delo.
Usodo dokumentov je določil sporazum o združitvi Zvezne republike Nemčije in Nemške demokratične republike. Ta je ob še nadaljnjem upoštevanju zakonodaje Vzhodne Nemčije dovolil večji dostop in uporabo dokumentov. Vzporedno z odločitvijo, da se arhiv hrani na osrednji lokaciji na Vzhodu, je določil tudi, kdo ima lahko vpogled v dokumente, pri čemer dovoljuje vsakemu posamezniku, da vidi svoj dosje. Leta 1992 je nemška vlada preklicala tajnost arhivov in odločila, da se Stasijev arhiv odpre.
Med letoma 1991 in 2011 je dostop do svojih dokumentov zahtevalo približno 2,750.000 posameznikov, pretežno državljanov nekdanje Vzhodne Nemčije. Odločitev je ljudem omogočila izdelavo duplikatov. Eno izmed pomembnih vprašanj je bilo tudi, kako lahko mediji uporabljajo in koristijo arhiv. Odločili so, da smejo mediji pridobiti dokumentacijo, dokler je razosebljena. To je omogočilo dostop tudi mladoletnim osebam in nekdanjim članom Stasija.

### Sojenje nekdanjim sodelavcem Stasija
Kljub mnogim izsleditvam nekdanjih obveščevalcev obtožbe proti njim niso mogle biti podane zgolj zaradi članstva v organizaciji. Oseba v preiskavi bi morala biti udeležena v nelegalni dejavnosti, ne samo registrirana kot agent Stasija. Med visoko postavljenimi posamezniki na seznamu Stasija, ki so jih aretirali in jim sodili, sta bila Erich Mielke in Erich Honecker. Mielke je bil minister za državno varnost NDR v letih od 1957 do 1989. Oktobra 1993 je bil obsojen na šest let zapora zaradi umora dveh policijskih častnikov v letu 1931. Umrl je maja 2000 v berlinskem negovalnem domu. Erich Honecker je bil predsednik države v letih od 1976 do 1989. Obtožen je bil odobritve umorov ubežnikov na meji med Vzhodno in Zahodno Nemčijo oz. iz Vzhodnega v Zahodni Berlin (Berlinski zid). V času sojenja se je zdravil zaradi raka na jetrih. Zaradi bližajoče se smrti je smel oditi v Čile, kjer je maja 1994 tudi umrl.